# 노력맨
《노력맨》(努力マン)은 떴다! 럭키맨의 등장인물이다. 성우는 치바 시게루/최재익.

## 소개
본명 치리츠모야마나루. 3형제중에서 셋째이자 막내이다 럭키맨과 한판 승부 결판내자고 싸웠다가 어이없이 패배한후 자칭 럭키맨의 제자가 된다.
이름답게 근성과 노력으로 살아가는 캐릭터. 지구에 살기 위해 "스기타 도료쿠(杉田努力) / 코믹스판 한국명 - 노력파 / 애니메이션판 한국명 - "이노력"라는 인간의 모습으로 들어온다.
형들의 배신 때문에 얼굴에도 영향을 미쳤다.원래 눈이 동그란 검은 눈이 였는데 불꽃모양 눈으로 변하고
귀는 팔굽혀펴기 사람인형 모양처럼 생긴 귀, 경기에 결승점에서 승리맨의 행동때문에 그후로 얼굴에는 눈물이 있다.
그래서 처음에는 이러한 형들이 마음에 들지 않아 배신감이 들었지만 경기장에서 그의 과거를 알게되고 왜 그랬는지 알게 된후
다시 그 오해를 지우고 다시 화해했다. 그러나
강철맨의 기습공격 때문에 목숨이 위험할 정도로 가슴에 큰 상처가 생겼다.
노력맨 얼굴은 자세히 보면 승리맨의 얼굴이 똑같게 생겼다.